# Svenska kyrkans musikråd
Svenska kyrkans musikråd är ett råd inom Svenska kyrkan som bildades 2018. Rådet är beredande och rådgivande instans för kyrkomusiken i Svenska kyrkan. De ger även stöd åt Kyrkostyrelsen för beslut inom området. Rådet sitter under fyra år.

## 2018-2021
Dessa personer satt under mandatperioden 2018-2021.
- Mattias Wager, domkyrkoorganist i Stockholms stift.
- Stefan Therstam, organist i Engelbrektskyrkan.
- Ingela Sjögren, ordförande i Kyrkomusikernas riksförbund.
- Reibjörn Carlshamre, domkyrkoorganist i Skara stift.
- Kira Lankinen, musikkonsulent i Västerås stift.
- Sofia Östling, organist i Allhelgonakyrkan i Lund.
- Lena Petersson, kyrkoherde i Burlövs församling.

## 2022-2025
Dessa personer sitter under mandatperioden 2022-2025.
- Reibjörn Neander, stiftsmusiker i Skara stift.
- Nils-Gunnar Karlson, ordförande i Kyrkomusikernas riksförbund.
- Anne Dungner Hjellström, stiftsmusiker i Visby stift.
- Lena Petersson, kyrkoherde i Burlövs församling.
- Annie Svensson, kyrkomusikerstuderande vid Musikhögskolan i Malmö
- Stefan Therstam, professor vid Kungliga Musikhögskolan.
- Mattias Wager, domkyrkoorganist i Stockholm.
- Sofia Östling, organist i Allhelgonakyrkan i Lund.

## Musikrådets musikkommitté
2019 utsågs Johannes Landgren, Anna Kjellin, Robert Bennesh, Marie-Louise Beckman, Daniel Larson, Peter Wallin och Lena Petersson till Musikrådets musikkommitté. Gruppens uppgift är att ta fram kompletterande musik till Kyrkohandbok för Svenska kyrkan 2018.